# Aspilatopsis antennaria
Aspilatopsis antennaria là một loài bướm đêm trong họ Geometridae.